# Oregon (wieś w stanie Wisconsin)
Oregon – wieś w Stanach Zjednoczonych, w stanie Wisconsin, w hrabstwie Dane.